# مايك سكوت (مغني)
مايك سكوت (بالإنجليزية: Mike Scott)‏ هو عازف قيثارة وموسيقي وعازف بيانو ومغني وكاتب أغاني بريطاني، ولد في 14 ديسمبر 1958 في إدنبرة في المملكة المتحدة.

## وصلات خارجية
- مايك سكوت على موقع IMDb (الإنجليزية)
- مايك سكوت على موقع ميوزك برينز (الإنجليزية)
- مايك سكوت على موقع أول ميوزيك (الإنجليزية)
- مايك سكوت على موقع ديسكوغز (الإنجليزية)
- مايك سكوت على موقع قاعدة بيانات الفيلم (الإنجليزية)